# Боурчану, Александру
Александру Боурчану (рум. Alexandru Bourceanu; 24 апреля 1985, Галац, Румыния) — румынский футболист, полузащитник.

## Карьера
Профессиональную карьеру начал на позиции опорного полузащитника в клубе «Дунэря» (Галац), выступавшем в Лиге II. В команде Боурчану был одним из лидеров, клуб не имел стабильных результатов и в сезоне 2007/08 покинул вторую лигу. После чего Боурчану, показавший хорошую игру в сезоне, перешёл в клуб из высшего дивизиона «Оцелул», также из Галаца. Его дебют в высшем дивизионе состоялся 27 июня 2008 года, своей игрой за новый клуб Боурчану привлёк к себе внимание ведущих клубов Румынии.
Летом 2009 года он перешёл в клуб «Тимишоара», с которым стал серебряным призёром в сезоне 2010/11. После серебряного сезона Федерация футбола Румынии лишила «Тимишоару» лицензии и понизила в классе до Лиги II, и Александр Боурчану перешёл в «Стяуа».
23 июня 2011 года Боурчану дебютировал за «Стяуа». Спустя 11 матчей Боурчану надел капитанскую повязку после того, как вратарь и капитан команды Чиприан Тэтэрушану выбыл из-за травмы. В составе армейского клуба Боурчану стал бронзовым призёром в сезоне 2011/12 и чемпионом Румынии в сезоне 2012/13, а также обладателем Суперкубка Румынии 2013.
В феврале 2014 года подписал контракт с клубом турецкой Суперлиги «Трабзонспор», но в сентябре того же года вернулся на правах аренды в «Стяуа», с которым стал победителем чемпионата страны. Летом 2015 срок аренды игрока истёк.

## Достижения
- Чемпион Румынии (2): 2012/13, 2014/15
- Обладатель Суперкубка Румынии: 2013